# CV (DM Command)
CV (CREATE_VIEW)とは、アポロコンピュータ社のコンピュータに搭載されていたウィンドウシステム（ディスプレイマネージャ）で利用できた、制御コマンド『DMコマンド』の一つ。

## 概要
CV コマンドは、読み取り専用の編集パッドとウインドウを生成する。

## 書式
<領域>　CV　パス名

## 利用法
CV コマンドは既存のファイルの内容を見るための読み取り専用パッドを生成する。
ファイルの変更はできず，内容を見ることだけができる。
ファイルを変更しようとする場合は，先ず読み取り専用モードを解除しなければならない。
デフォルトでは＜READ＞キー（R3）が、自動的にカーソルを DM入力ウィンドウに移動し“Read file”プロンプトを出す CV コマンドを呼出すので、読み取るファイル
のパス名を入力する。
パッドとウインドウを閉じるには， DM コマンド WC （通常 CTRL/N）を使用する。
引数：
・領域（省略可）
新しいウインドウを表示するスクリーン上の領域を指定する．ウインドウの領域に関する詳細は前章を参照。
省略時は，次の DM デフォルト・ウインドウを使用する．
・パス名（省略不可）
内容を見るファイルを指定する．ファイルがない時はエラーとなる．
オプション：
-I
このパッドのウインドウをアイコン形式で生成するように指定する．
-C‘文字’
アイコン・ウインドウで使用されるアイコン文字を指定する。
‘文字’は現在のアイコン・フォントの中になければならない。
このオプションが指定されないで -Iが使用された場合、ディスプレイ・マネージャはそのパッド・タイプのデフォルトのアイコン文字を使用する。